# McDonnell Douglas DC-X

O Delta Clipper Experimental ou DC-X, foi um protótipo não-tripulado de um veículo lançador de um único estágio construído pela McDonnell Douglas. O DC-X foi construído numa escala de 1/3, e não foi projetado para atingir altitudes ou velocidades orbitais. Ao invés disso, ele estava destinado a demonstrar vários conceitos de voo, como o lançamento e pouso verticais.

## Descrição
O DC-X era um veículo em forma de cone com 12,8 metros de altura e 4 metros de diâmetro na base. Pesava 9072 kg vazio e 18870 kg carregado de propelentes.
Utilizava quatro motores foguetes, capazes de gerar 6200 kg de empuxo cada, que usavam hidrogênio e oxigênio líquidos como propelentes.
Ele demonstrou operações como voar para frente, para trás, para os lados e pairar.
Foram realizados ao todo doze voos de teste que duraram entre 59 a 142 segundos e a altitude máxima foi de 3140 metros. 

## O programa DC-X
O Delta Clipper Experimental (DC-X) foi construído entre 1991 e 1993 pela McDonnell Douglas, atualmente parte da Boeing, após vencer um contrato do Departamento de Defesa dos Estados Unidos. Também concorreram para este contrato a General Dynamics e Rockwell International.
O primeiro voo ocorreu em Agosto de 1993 e o último em Julho 1995, totalizando oito voos de teste.

## O programa DC-XA
O Delta Clipper Experimental Advanced (DC-XA) foi uma versão modificada do DC-X, operado pela NASA e pelo Departamento de Defesa dos Estados Unidos sob o programa de “Veículos Lançadores Reutilizáveis”. 
Ele possuia um tanque de hidrogênio feito de materiais compósitos e um tanque de oxigênio líquido feito de uma liga de alumínio-lítio, além de um novo sistema de controle. Essas melhorias reduziram a massa do veículo em 620 kg.
Os testes de voo foram realizados no Campo de Teste de Mísseis de White Sands em 1996, sendo que no quarto teste (em 31 de Julho) o veículo sofreu um dano severo e em seguida o programa foi cancelado por falta de verbas.
|  |  |
|  |  |

## Desenvolvimentos recentes
Vários engenheiros que trabalharam no DC-X foram contratados pela Blue Origin e seu veículo Goddard foi inspirado pelo design do DC-X.